# The Revivalists
The Revivalists  — американская, альтернативная рок-группа, сформированная в 2007 году в городе Новый Орлеан, Луизиана.
Все участники группы:
- Ed Williams (соло-гитара, гитара);
- David Shaw (ведущий вокал);
- Zack Feinberg (гитара);
- Rob Ingraham (саксофон);
- George Gekas (бас-гитара);
- Andrew Campanelli (барабаны, перкуссия);
- Michael Girardot (клавишные, труба).
Стиль группы - смешанный. Последний альбом под названием Made In Muscle Shoals был выпущен 30 января 2020 года на студии Fame Studios. В марте 2016 года журнал Rolling Stone назвал альбом Men Amongst Mountains «одним из десяти альбомов, которые нужно знать». В сентябре 2016 песня под названием «Wish I Knew You» достигла первых мест в альтернативных чартах США (Adult Alternative Songs) и в мае 2017 вышла на 1 место в основных чартах страны (Alternative Songs).

## Формирование группы
Зарождение группы состоялось в тот момент, когда гитарист Зак Фейнберг встретился с фронтменом Дэвидом Шоу. Дэвид проезжал на своём велосипеде мимо Файнберга, который пел песню «Purple Heart» на крыльце своего дома. Между ними завязался разговор, и они решили встретиться позже, чтобы попробовать вместе играть музыку. Впоследствии в составе группы появился барабанщик Эндрю Кампанелли, с которым Зак Фейнберг встретился в известном кафе Tipitina's, открывшееся для музыкантов в Новом Орлеане. Там же было придумано название группы — The Revivalists.
15 мая 2008 года был выпущен первый мини-альбом The Revivalists EP, записанный группой самостоятельно. Его премьера прошла на радиостанции WWOZ и была представлена DJ Sherwood Collins. Дебютный альбом, Vital Signs, был представлен 3 марта 2010. Над альбомом работал инженер студии звукозаписи Крис Финни.
Второй альбом City of Sound был выпущен в 2012 году и переиздан в марте 2014 года на студии Wind-up Records. Он содержал больше часа живых выступлений группы. Песни с данного альбома записывались в разных стилях: рок, поп, фолк, соул. Синглы с данного альбома: Criminal, Navigate Below и Upright.
Третий альбом, Men Amongst Mountains, вышел 17 июля 2015. Альбом был продан в количестве 19 тыс. по данным за 2016 год. В марте 2016 группа была выбрана Элвисом Дураном (Elvis Duran) артистом года и показана на канале NBC Today на шоу, которое было организованно Kathie Lee Gifford и Hoda Kotb. Там же была представлена песня «Wish I Knew You».

## Текущий состав
- Эд Уильямс — стил-гитара.
- Роб Ингрэхам — саксофон.
- Джордж Гекас — бас.
- Майкл Жирардо — клавишные, труба.

## Дискография

### Студийные альбомы
| Название                                                                                            | Высшая позиция в чартах | Высшая позиция в чартах | Высшая позиция в чартах |
| Название                                                                                            | US                      | US Alt.                 | US Rock                 |
| --------------------------------------------------------------------------------------------------- | ----------------------- | ----------------------- | ----------------------- |
| Vital Signs - Выпущен: 3 марта 2010 - Лейбл: Self-released - Форматы: CD, цифровая загрузка         | —                       | —                       | —                       |
| City of Sound - Выпущен: 4 марта 2014 - Лейбл: Wind-up - Форматы: CD, цифровая загрузка             | —                       | —                       | —                       |
| Men Amongst Mountains - Выпущен: 17 июля 2015 - Лейбл: Wind-up - Форматы: LP, CD, цифровая загрузка | —                       | 18                      | 23                      |
| Take Good Care - Выпущен: 9 ноября 2018 - Лейбл: Loma Vista                                         | 78                      | 9                       | 11                      |
| "—" обозначает запись, которая не вошла в чарт или не была выпущена на данной территории.           |                         |                         |                         |

### Синглы
| Название          | Год  | Маскимальная позиция в чартах | Маскимальная позиция в чартах | Маскимальная позиция в чартах | Маскимальная позиция в чартах | Маскимальная позиция в чартах | Альбом                |
| Название          | Год  | US                            | US AAA                        | US Adult                      | US Alt.                       | US Rock                       | Альбом                |
| ----------------- | ---- | ----------------------------- | ----------------------------- | ----------------------------- | ----------------------------- | ----------------------------- | --------------------- |
| "Keep Going"      | 2015 | —                             | 29                            | —                             | —                             | —                             | Men Amongst Mountains |
| "Wish I Knew You" | 2016 | 87                            | 1                             | 15                            | 1                             | 5                             | Men Amongst Mountains |

Мини-альбом
- The Revivalists EP – дата выхода 15 мая 2008

## Комментарии
1. ↑  Men Amongst Mountains did not enter the US Billboard 200, but peaked at number 4 on the US Heatseekers Albums Chart.[18]